# Ángel Amadeo Labruna
Ángel Amadeo Labruna (Buenos Aires, 28 de setembre de 1918 - 20 de setembre de 1983) fou un futbolista i entrenador de futbol argentí.
Jugava a la posició de davanter esquerrà. És el golejador històric del club River Plate i màxim golejador de la història del futbol argentí amb 293 gols, fet que comparteix amb Arsenio Erico. Labruna ocupa el 26è lloc en el rànquing del Millor jugador sud-americà del segle XX que va publicar IFFHS el 2006.
Va debutar amb la samarreta de River Plate el 18 de juny de 1939 i la va defensar durant 20 anys en la màxima categoria del seu país. Va conquerir nou títols del Campionat argentí (1941, 1942, 1945, 1947, 1952, 1953, 1955, 1956 i 1957) i va ser en dues ocasions màxim golejador de la competició (el 1943 amb 23 gols i el 1945 amb 25).
Fou un dels integrants de la cèlebre davantera de River Plate que va ser anomenada La Màquina, que formaven Juan Carlos Muñoz, José Manuel Moreno, Adolfo Pedernera, Labruna i Félix Loustau, en la qual ell ocupava la demarcació d'interior esquerre.
Labruna va posar fi a la seva trajectòria a River el 1959; havia defensat els seus colors en 515 partits, marcant 292 gols. Encara va jugar durant dues campanyes al Rangers de Talca xilè, al Rampla Juniors de Montevideo, i a Platense, retirant-se quan ja havia complert 43 anys.
Va disputar 36 partits amb la selecció nacional del seu país (en els quals va marcar 17 gols). Va guanyar una Copa Amèrica (1955) i fins i tot va arribar a jugar, amb 40 anys, la fase final de la Copa del Món disputada el 1958 a Suècia
Després de posar fi a la seva carrera com a futbolista va iniciar una nova etapa com a tècnic. Assessor de River Plate, va passar per les banquetes de Defensores de Belgrano (classificar Campió de 1a Divisió B el 1967), Platense, Rosario Central (al que va fer campió), River Plate, Talleres, Racing Club de Avellaneda, Lanús, Chacarita Juniors i Argentinos Juniors.
El seu primer títol com a Director Tècnic a la 1a Divisió l'aconseguí al Campionat Nacional de 1971 dirigint Rosario Central.
Va arribar els seus majors èxits quan va tornar a River, a qui va portar, després de 18 anys de sequera, al campionat en sis edicions: 4 en el Campionat Metropolità (1975, 1977, 1979 i 1980) i dos en el Campionat Nacional (1979 i 1980). A més, va dur a River a la final de la Copa Libertadores de 1976, on els milionaris van caure derrotats davant el Cruzeiro Esporte Clube de Brasil.

## Trajectòria com jugador
| Equip                    | Temporades  | Partits | Gols | Mitjana |
| ------------------------ | ----------- | ------- | ---- | ------- |
| River Plate              | 1939 - 1959 | 515     | 293  | 0,57    |
| Rampla Juniors           | 1960        | 16      | 3    | 0,19    |
| Rangers de Talca         | 1960        | 3       | 0    | 0,00    |
| CA Platense              | 1961        | 2       | 0    | 0,00    |
| Selecció Argentina       | 1935 - 1942 | 37      | 17   | 0,46    |
| Total en la seva carrera | 1942 - 1958 | 573     | 316  | 0 54    |

## Palmarès com a jugador

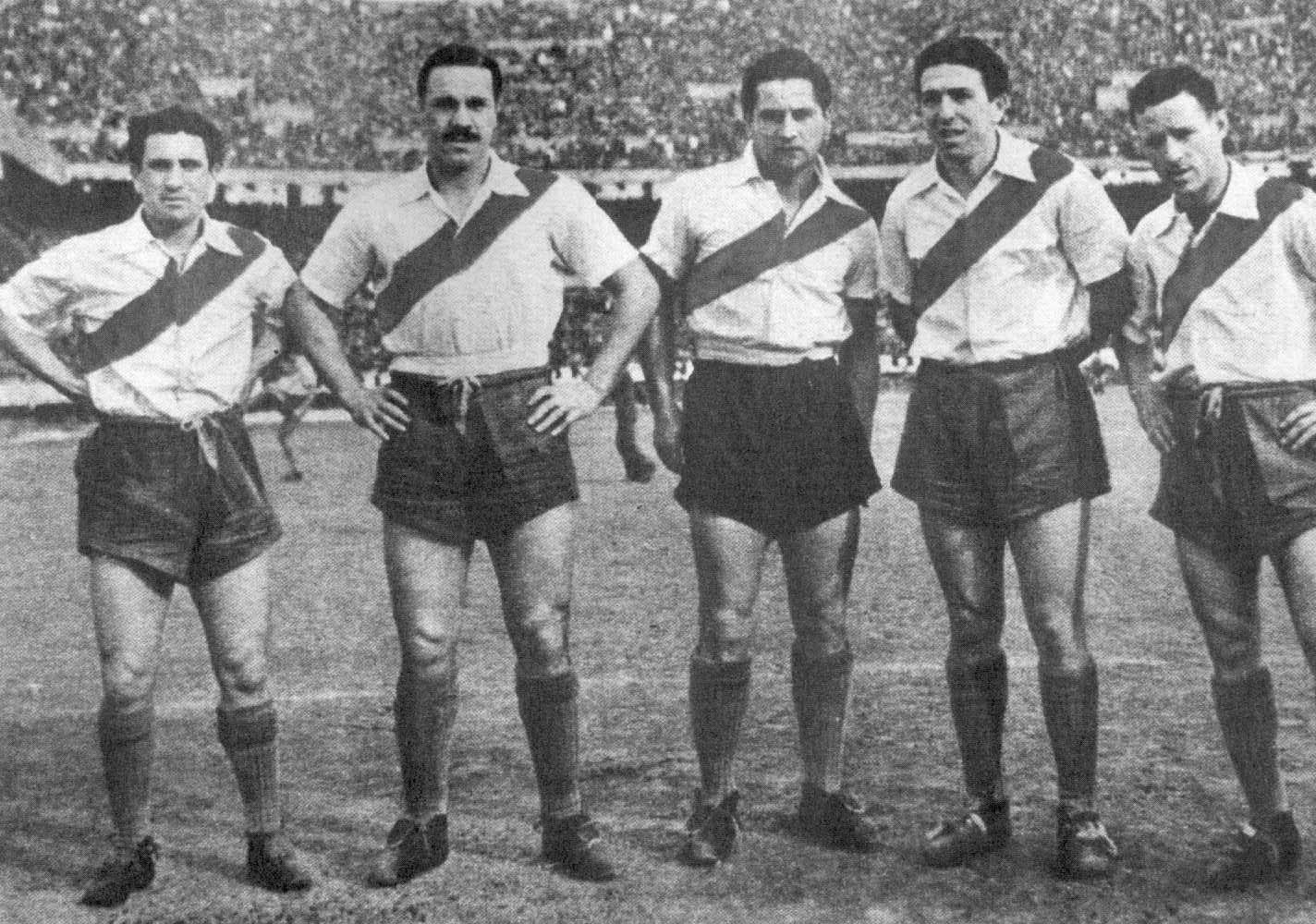
La Màquina: Juan C. Muñoz, José M. Moreno, Adolfo Pedernera, Angel Labruna i Félix Loustau

### Campionats Nacionals
| Títol              | Equip       | País      | Any  |
| ------------------ | ----------- | --------- | ---- |
| Campionat Nacional | River Plate | Argentina | 1941 |
| Campionat Nacional | River Plate | Argentina | 1942 |
| Campionat Nacional | River Plate | Argentina | 1945 |
| Campionat Nacional | River Plate | Argentina | 1947 |
| Campionat Nacional | River Plate | Argentina | 1952 |
| Campionat Nacional | River Plate | Argentina | 1953 |
| Campionat Nacional | River Plate | Argentina | 1955 |
| Campionat Nacional | River Plate | Argentina | 1956 |
| Campionat Nacional | River Plate | Argentina | 1957 |

### Campionats Internacionals
| Títol                 | Equip              | Seu       | Any  |
| --------------------- | ------------------ | --------- | ---- |
| Campionat Sud-americà | Selecció Argentina | Argentina | 1946 |
| Campionat Sud-americà | Selecció Argentina | Xile      | 1955 |

## Palmarès com a Director Tècnic

### Campionats Nacionals
| Títol                 | Equip           | País      | Any  |
| --------------------- | --------------- | --------- | ---- |
| Campionat Nacional    | Rosario Central | Argentina | 1971 |
| Campionat Metropolità | River Plate     | Argentina | 1975 |
| Campionat Nacional    | River Plate     | Argentina | 1975 |
| Campionat Metropolità | River Plate     | Argentina | 1977 |
| Campionat Nacional    | River Plate     | Argentina | 1979 |
| Campionat Metropolità | River Plate     | Argentina | 1979 |
| Campionat Metropolità | River Plate     | Argentina | 1980 |